# Acanthocoleus juddii
Acanthocoleus juddii là một loài Rêu trong họ Lejeuneaceae. Loài này được Kruijt mô tả khoa học đầu tiên năm 1988.